# Leigh, Dorset
Leigh är en ort och civil parish i Storbritannien.   Den ligger i kommunen Dorset och riksdelen England, i den södra delen av landet, 180 km väster om huvudstaden London. Leigh ligger 82 meter över havet och antalet invånare är 480.
Terrängen runt Leigh är lite kuperad. Runt Leigh är det ganska tätbefolkat, med 86 invånare per kvadratkilometer. Närmaste större samhälle är Yeovil, 10,1 km nordväst om Leigh. Trakten runt Leigh består i huvudsak av gräsmarker.